# Bumiputera (Malaysia)
Bumiputera hay Bumiputra (chữ Jawi: بوميڤوترا) là một thuật ngữ được sử dụng tại Malaysia để mô tả người Mã Lai và các dân tộc bản địa khác tại Đông Nam Á. Thuật ngữ này bắt nguồn từ tiếng Phạn và sau đó trở thành từ bhumiputra trong tiếng Mã Lai cổ điển, dịch theo nghĩa đen là "con trai của đất".
Trong thập niên 1970, chính phủ Malaysia thi hành các chính sách ưu tiên người bumiputra (bao gồm hành động khẳng định trong giáo dục công) nhằm tạo ra các cơ hội cho họ, và để xoa dịu căng thẳng giữa các dân tộc sau khi xảy ra bạo lực quy mô lớn chống lại người Malaysia gốc Hoa trong sự kiện 13 tháng 5 vào năm 1969. Các chính sách này thành công trong việc tạo ra một tầng lớp người Mã Lai và bản địa Borneo đáng kể sống ở thành thị, song ít hiệu quả hơn trong việc diệt trừ nghèo nàn tại nông thôn. Một số nhà phân tích nhận thấy sự oán hận từ các nhóm bị loại trừ, đặc biệt là người gốc Hoa và gốc Ấn.

## Định nghĩa
Khái niệm về dân tộc bumiputra tại Malaysia là do Abdul Razak Hussein đưa ra. Theo đó công nhận "vị thế đặc biệt" của người Mã Lai được quy định trong Hiến pháp Malaysia, cụ thể là Điều 153. Tuy nhiên, hiến pháp không sử dụng thuật ngữ bumiputra; nó chỉ định nghĩa "người Mã Lai" và "cư dân bản địa" (Điều 160(2)), "người bản địa" của Sarawak (161A(6)(a)), và "người bản địa" của Sabah (Điều 161A(6) (b)). Định nghĩa bumiputra khi được áp dụng có sự khác biệt trong các thể chế, tổ chức, các ban ngành và cơ quan chính phủ.
Trong một sách hướng dẫn nhập học cho niên học 2007/2008, Bộ Giáo dục bậc cao Malaysia định nghĩa bumiputra như sau, tùy thuộc khu vực nguồn gốc của cá nhân ứng cử viên:
1. Malaysia bán đảo
  - "Nếu một cha/mẹ là người Mã Lai Hồi giáo/Orang Asli[5] theo Điều 160 (2) Hiến pháp Malaysia; khi đó trẻ được nhìn nhận là một Bumiputra"
2. Sabah
  - "Nếu trẻ em sinh tại Sabah hoặc có cha cư trú tại Sabah vào lúc sinh, và có một cha/mẹ là người bản địa của Sabah theo Điều 161A (6)(b) trong Hiến pháp Malaysia; khi đó trẻ được nhìn nhận là một Bumiputra"
3. Sarawak
  - "Nếu cả hai cha mẹ là người bản địa của Sarawak theo Điều 161A (6)(a) trong Hiến pháp Malaysia; khi đó con của họ được nhìn nhận là một Bumiputra"

Ngoài các giải thích ở trên, một định nghĩa rộng hơn về bumiputra bao gồm các nhóm như người Indonesia bản địa, người Malaysia gốc Thái, người Malaysia gốc Ấn theo Hồi giáo, Peranakan và người Kristang lai Á-Âu. Hầu hết các cộng đồng này đã hình thành trước khi thực dân Anh đến và làm biến đổi nhân khẩu của Malaysia. Những người khác thì ủng hộ một định nghĩa bao gồm toàn bộ con của Bumiputra; từng có những trường học đáng chú ý về việc một người chỉ có cha hoặc mẹ là người Bumiputra bị cho là không phải Bumiputra.

## Lịch sử
Vào thời điểm Malaya độc lập từ Anh vào năm 1957, thành phần cư dân có nhiều người nhập cư thế hệ thứ nhất hoặc thứ hai, họ đến để đáp ứng nhu cầu nhân lực trong thời thuộc địa với thân phận là lao công khế ước. Những di dân hợp pháp người Hoa thường cư trú tại các khu vực đô thị, họ giữ một vị thế quan trọng trong lĩnh vực thương nghiệp vì sau khi người Ấn Độ hồi hương, người Hoa đã mua lại được nhiều cơ sở. Ủy ban Liên lạc các cộng đồng (CLC) gồm các chính trị gia hàng đầu từ các xuất thân dân tộc khác nhau, họ ủng hộ xúc tiến bình đẳng kinh tế cho người Mã Lai, với điều kiện là bình đẳng về chính trị cho các dân tộc không phải người Mã Lai. Thành viên E.E.C. Thuraisingham trong ủy ban sau này có nói rằng " Tôi và những người khác cho rằng người Mã Lai lạc hậu cần được đối đãi tốt hơn. Người Mã Lai cần được giúp đỡ để đạt đến mức độ ngang hàng với người phi Mã Lai để tạo ra một quốc gia Malaya thống nhất trong bình đẳng." Biến đổi nhân khẩu học to lớn diễn ra trong toàn bộ các quốc gia là thuộc địa của Anh, các lao công cho người Anh (người Hoa và người Ấn) được khuyến khích di cư đến các quốc gia thuộc địa, và các cơ hội kinh doanh còn được người Anh trao cho họ thay vì người bản địa. Do đó, Điều 153 trong Hiến pháp ghi rằng
Yang di-Pertuan Agong có trách nhiệm bảo vệ vị thế đặc biệt của người Mã Lai và người bản địa của các bang Sabah và Sarawak và các lợi ích hợp pháp của các cộng đồng khác phù hợp với các điều khoản của Điều này.

Điều 160 định nghĩa một người Mã Lai là một người "tuyên bố tin theo Hồi giáo, thường xuyên nói tiếng Mã Lai, tuân theo các phong tục Mã Lai và là con của ít nhất một cha/mẹ sinh tại Liên bang Malaysia trước khi Malaya độc lập vào ngày 31 tháng 8 năm 1957, hoặc là hậu duệ (con đẻ) của một người như vậy."
Điều 8 của Hiến pháp viết rằng mọi công dân Malaysia bình đẳng theo luật pháp, và "Trừ khi được hiến pháp này cho phép một cách rõ ràng, sẽ không có kỳ thị chống lại các công dân chỉ dựa trên tôn giáo, chủng tộc, nguồn gốc hoặc nơi sinh trong bất kỳ luật nào hoặc trong bổ nhiệm bất kỳ chức vụ và công việc nào thuộc thẩm quyền công cộng..." Điều 153 nghiêm cấm rõ ràng các hình thức kỳ thị cụ thể; khoản 5 viết rằng mọi người bất kể chủng tộc sẽ được đối xử công bằng trong công vụ Liên bang, còn khoản 9 viết rằng không trao quyền cho Nghị viện hạn chế kinh doanh hoặc mậu dịch chỉ cho người Mã Lai.
Thuật ngữ vị thế đặc biệt của Bumiputra bị tranh chấp. Ủy ban Reid vốn soạn thảo hiến pháp thì ban đầu đề xuất rằng Điều 153 mãn hạn sau 15 năm trừ khi được Quốc hội kéo dài, song bị gạt ra trong dự thảo cuối cùng. Sau sự kiện ngày 13 tháng 5 năm 1969, các đại biểu trong chính phủ tranh luận về việc vị thế đặc biệt của người bumiputra có nên có thời hạn hay không.
Ismail Abdul Rahman tranh luận rằng "vấn đề thuộc về bản thân người Mã Lai bởi vì... khi ngày càng có nhiều người Mã Lai được giáo dục và có được tự tin, bản thân họ sẽ xóa đi vị thế đặc biệt này." Ismail cho rằng vị thế đặc biệt là "một vết nhơ về năng lực của người Mã Lai." Tuy nhiên, vào năm 1970 một thành viên trong nội các Malaysia nói rằng các quyền lợi đặc biệt của người Mã Lai sẽ duy trì trong "hàng trăm năm tới".
Trong thập niên 1970, chính phủ thi hành chính sách kinh tế mới (NEP), nhằm tạo ra một dạng hành động khẳng định có tính chất mãnh liệt hơn cho người Bumiputra so với Điều 153. Điều 153 quy định cụ thể việc sử dụng hạn ngạch trong cấp học bổng, vị trí trong công vụ và giấy phép kinh doanh, cũng như vùng dành riêng cho người bản địa. Các chính sách theo tiêu chí của NEP gồm có trợ cấp mua bất động sản, hạn ngạch trong cổ phần PIPE, và trợ cấp chung cho các doanh nghiệp Bumiputra.
Cựu Thủ tướng Abdullah Ahmad Badawi và người tiền nhiệm của ông là Mahathir Mohamad đều cho rằng người Mã Lai cần ít dựa vào giúp đỡ của chính phủ. Nhiều nhà quan sát tin rằng việc bãi bỏ hoàn toàn các đặc quyền bumiputra là không có triển vọng, đặc biệt là trong bối cảnh liên quan đến hiến pháp, dù các chính phủ kế tiếp từ thời Mahathir đã nỗ lực nhằm cải cách hệ thống trợ cấp chính phủ cho bumiputra. Một số nhóm bumiputra tin rằng cần có hành động khẳng định hơn nữa.
Quốc hội bắt đầu sử dụng thuật ngữ bumiputra vào năm 1965. Sau tranh luận về việc tạo ra Majlis Amanah Rakyat (MARA), chính phủ thành lập một chơ quan nhằm bảo vệ các lợi ích bumiputra.
Trong tháng 7 năm 2017, Thủ tướng Najib Razak nói rằng chính phủ sẽ xem xét thỉnh cầu của cộng đồng người Ấn theo Hồi giáo về việc được công nhận là Bumiputera, điều này được cho là một động thái thu hút cử tri trong bầu cử sắp diễn ra.

## Chính sách
NEP dựa trên sắc tộc chứ không dựa trên cơ sở tước đoạt. Chẳng hạn, toàn bộ Bumiputra bất kể tình trạng tài chính đều được giảm giá 7% đối với nhà ở hoặc bất động sản, bao gồm những lô xa xỉ; trong khi người không phải Bumiputra có thu nhập thấp sẽ không nhận được giúp đỡ tài chính như vậy. Các chính sách ưu đãi khác bao gồm hạn ngạch trong nhập học tại -các thể chế giáo dục của chính phủ, điều kiện học bổng công, đánh dấu các bài kiểm tra đại học, các lớp học đặc biệt chỉ có bumiputra trước kỳ thi kết thúc kỳ học đại học. Hầu hết các chính sách này được lập ra trong giai đoạn chính sách kinh tế mới Malaysia (NEP). Nhiều chính sách tập trung vào nỗ lực nhằm đạt tỷ lệ cổ phần của bumiputra trong doanh nghiệp, ít nhất là 30%. Ismail Abdul Rahman đề xuất mục tiêu này sau khi chính phủ không thể đồng thuận một mục tiêu chính sách phù hợp.
Trong một báo cáo của Bộ Ngoại giao Hoa Kỳ, có đoạn mô tả:"Nhiều trong số các chính sách ưu tiên có tính không trong sáng, việc thi hành chi tiết phần lớn được giao cho các bộ khác nhau và công vụ viên trong các bộ đó. Các chính sách và việc thực hiện có khác biệt lớn. Một số việc được thực hiện rõ ràng và theo luật định, trong khi những điều khác không có tính chính thức, gây nhiều mập mờ cho các nhà đầu tư tiềm năng. Bản thân dịch vụ công là đối tượng mà Bumiputra được hưởng ưu tiên trong tuyển dụng... Một số nhóm Bumiputra bảo thủ lên tiếng phản đối mạnh mẽ bất kỳ thay đổi đáng kể nào về quyền ưu tiên rộng rãi này."
Một số ví dụ về các chính sách này:
- Các công ty niêm yết trên Sàn giao dịch chứng khoán Kuala Lumpur phải đáp ứng yêu cầu có 30% cổ phần thuộc sở hữu của bumiputra. Các công ty ngoại quốc hoạt động tại Malaysia cũng cần đáp ứng điều kiện này.[cần dẫn nguồn]
- Trong một giai đoạn giới hạn, một tỷ lệ nhất định nhà ở mới tại bất kỳ dự án phát triển nào cũng phải dành để bán cho các chủ sở hữu bumiputra. Các doanh nghiệp phát triển nhà nào cũng phải cung cấp mức giảm giá tối thiểu 7% cho người mua bumiputra đối với các mảnh bất động sản này. Các nhà ở chưa bán được còn lại sau một thời gian xác định sẽ được phép bán cho người phi bumiputra nếu các nhà phát triển chứng minh đã nỗ lực thực hiện theo yêu cầu.[cần dẫn nguồn]
- Các quỹ tương hỗ do chính phủ vận hành (và đảm bảo lợi nhuận) hiện diện để phục vụ riêng cho những khách hàng bumiputra. Amanah Saham Nasional (ASN) có tỷ lệ hoàn vốn xấp xỉ 3 đến 5 lần so với các ngân hàng thương nghiệp địa phương.[cần dẫn nguồn]
- Nhiều dự án do chính phủ làm chủ thầu có yêu cầu rằng các công ty dự thầu phải thuộc sở hữu của bumiputra. Yêu cầu này khiến các công ty phi bumiputra liên thủ với các công ty bumiputra để giành được dự án, thực tế này được gọi là "Ali Baba". Ali là chỉ bumiputra, được đưa vào chỉ nhằm thỏa mãn yêu cầu này, còn Baba (phi bumiputra) sẽ trả cho Ali một số tiền nhất định.[cần dẫn nguồn]
- Các dự án được dành cho nhà thầu bumiputra tạo điều kiện để họ có thể thành thạo trong một số lĩnh vực.[cần dẫn nguồn]
- Các giấy phép phê chuẩn (APs) đối với ô tô cũng ưu tiên cho bumiputra được nhập khẩu xe. Các công ty ô tô muốn nhập khẩu ô tô cần phải có một giấy phép. APs ban đầu được lập ra nhằm cho phép bumiputra tham gia ngành công nghiệp ô tô, vì chúng được cấp cho các công ty có ít nhất 70% qưyền sở hữu bumiputra.[cần dẫn nguồn]

Do kết quả từ các chính sách trên, nhiều cá nhân bumiputera có quan hệ tốt đã nhanh chóng trở thành triệu phú. Theo cựu Bộ trưởng Công-Thương Tan Sri Rafidah Aziz thì chính sách này tạo ra "những người Mã Lai vượt trội". Năm 2005, bà phát biểu rằng: "Nếu như có các doanh nhân Mã Lai trẻ tuổi có công ty thành công thì chúng tôi đánh giá cao thành công của họ, chũng tôi muốn những người Mã Lai vượt trội theo chuẩn glokal (toàn cầu và địa phương)". Bà cũng nói chính sách cấp phép phê chuẩn đã sản sinh nhiều doanh nhân bumiputera trong ngành ô tô.
Kể từ năm 2000, chính phủ đã thảo luận về việc loại bỏ dần các chương trình hành động khẳng định và khôi phục "chế độ nhân tài". Năm 2003, họ bắt đầu hệ thống "chế độ nhân tài theo mô hình Malaysia" về nhập học đại học. Việc nhập học trong các đại học công lập không dựa trên một kỳ thi chung như SAT hay A-Levels, mà dựa trên hai hệ thống song song, Bumiputra chiếm đa số áp đảo người trúng tuyển chương trình dự tuyển 1 năm. Có niềm tin phổ biến rằng yêu cầu nhập học trong các đại học công lập sẽ dễ dàng hơn đối với các sinh viên dự tuyển 1 năm và khó khăn hơn đối với các sinh viên STPM 2 năm.
Hạn ngạch cũng tồn tại trong học bổng JPA, các học bổng toàn phần cho sinh viên học tập tại các đại học hàng đầu thế giới. Các học bổng này được trao dựa trên cơ sở kết quả SPM, dân tộc và hạn ngạch nhất định. Người nhận học bổng JPA được đưa vào các chương trình dự bị đại học được lựa chọn do chính phủ cung cấp, từ đó họ xin học tại các đại học.
Malaysia yêu cầu các công dân mang theo một thẻ nhận dạng có tên là MyKad. Các thẻ thông minh này xác định các công dân là người Hồi giáo hoặc không theo Hồi giáo. Bất kỳ công dân Malaysia nào cũng có thể tự tuyên bố là người Hồi giáo song thẻ nhận dạng không chỉ rõ người mang nó có thuộc bumiputera hay không.Bản mẫu:Clarification

## Tranh luận
Trong một phiên họp toàn thể thường niên của Tổ chức Dân tộc Mã Lai thống nhất, vốn là thành viên lớn nhất trong liên minh cầm quyền, phó chủ tọa Badruddin Amiruldin cảnh báo chống lại chất vấn về quyền lợi đặc biệt của Bumiputra, điều này được các đại biểu tán thành: "Đừng một ai từ các chủng tộc khác đặt chất vấn về quyền lợi của người Mã Lai trên mảnh đất này. Đừng đặt câu hỏi về tôn giáo vì đó là quyền lợi của chúng tôi trên mảnh đất này." Năm 2004, Mohd. Johari Baharum, thư ký quốc hội của Văn phòng Thủ tướng, nói rằng các học bổng PSD sẽ duy trì dựa trên hạn ngạch. Ông nói thêm rằng không có kế hoạch thay đổi nó sang một hệ thống dựa trên thành tích, và rằng tổng giá trị của học bổng PSD từ năm 1996 là 2,4 tỉ Ringgit.
Khía cạnh tranh luận khác là liệu người Orang Asli tại Malaysia bán đảo có được nhìn nhận là Bumiputra theo Hiến pháp hay không. Do họ định cư trước cả người Mã Lai, nên nhiều người nhận định rằng Bumiputra là nhằm xúc tiến một tôn giáo này trên tôn giáo khác, đặc biệt là khi người Orang Asli có tình trạng kém hơn nhiều so với người Mã Lai Hồi giáo. Những người khác lập luận rằng Orang Asli thực sự được xem là Bumiputra.
Ngày 1 tháng 3 năm 2009, Datuk Nik Aziz Nik Mat, thủ lĩnh tinh thần của Đảng Hồi giáo liên Malaysia đối lập phát biểu rằng thuật ngữ “bumiputera” là kỳ thị chủng tộc và chính sách này ngăn chặn các chủng tộc khác không được nhận giúp đỡ của chính phủ. Nhận xét của Nik Aziz nhằm phản ứng trước các chỉ trích và đe dọa của UMNO chống lại Boo Cheng Hau của Đảng Hành động Dân chủ, vị thủ lĩnh đối lập này từng so sánh “bumiputera” với apartheid. Ngày 1 tháng 2 năm 2015, học giả người Thụy Sĩ Tariq Ramadan nói về việc người không theo Hồi giáo bị đối xử như công dân hạng hai.
Năm 2006, Bộ trưởng Giáo dục bậc cao Mustapa Mohamad có phát biểu rằng ông muốn các trường đại học công lập thu hút thêm các cán bộ hàn lâm phi bumiputra để "phấn đấu trở thành thể chế đẳng cấp thế giới", điều này có thể là một tín hiệu hướng đến giảm phân biệt chủng tộc trong giới học giả.